# افغانستان در ۱۹۳۲
رویدادهایی که در سال ۱۹۳۲ میلادی در افغانستان رخ داده‌اند در زیر فهرست می‌شوند.
دانشگاه کابل تأسیس و هنگام تأسیس تنها دانشکده طب وجود دارد.

## متصدیان
- پادشاه – محمد نادر شاه
- رئیس‌الوزرای افغانستان – محمد هاشم خان

## فوریه ۱۹۳۲
قواعد بنیادین جدید دولت افغانستان طی یک بیانیهٔ تحت عنوان اصلاح کابل در اواخر این ماه همگانی می‌گردد. طی این بیانیه اعلام می‌گردد که افغانستان هم در امور خارجی و هم در امور داخلی به‌طور کامل مستقل بوده و کابل پایتخت آن است. اسلام دین رسمی این کشور و قوانین اسلامی (شریعت) جاری می‌باشد. اتباع افغانستان می‌توانند از آزادی شخصی و آزادی در تمامی مسائل مرتبط به تجارت، صنعت و زراعت لذت برده و برده‌داری و کار اجباری ممنوع می‌باشد. مجلس شورای ملی ایجاد می‌گردد که در آن ۱۲۰ نماینده از ولایات مختلف انتخاب و قوانینی که باید جدیداً تصویب گردد به آن‌ها گسیل می‌گردد. هم‌چنین یک مجلس عیان ایجاد گردیده و اعضای آن توسط شاه انتخاب می‌گردد. تعلیمات ابتدایی اجباری است و روزنامه‌های خارجی که با دین اسلام و سیاست‌های دولت در تعارض نیست می‌تواند وارد کشور گردد.

## اواخر سپتامبر ۱۹۳۲
سردارالله غلام نبی خان پسر حیدر خان چرخی جنرال مشهور عبدالرحمن خان، که در دوره شاه امان‌الله برای چندین سال فرستاده افغانستان در مسکو بود و باری در ماه می ۱۹۲۹ میلادی به همکاری روسیه تلاش نمود تا شاهی را بستاند، از برلین که از زمان به قدرت رسیدن نادرخان در آن‌جا زندگی می‌کرد به کابل بازمی‌گردد. وی در اوایل نومبر به اتهام تلاش برای ایجاد شورش در میان قبایل شرقی، جای که خانواده وی تأثیر گذار است و ترغیب حکومت جماهیر شوروی به هدف باز پس‌گیری تخت شاه امان‌الله دست‌گیر می‌شود. وی در اوایل نومبر برای محاکمه به لویه جرگه آورده می‌شود و با مدنظر گرفتن مدارک فراهم شده حکم اعدام برای وی صادر گردیده و اعدام می‌شود. یکی از برادران وی به نام غلام جیلانی خان که به تازه‌گی از مسکو برگشته است دست‌گیر گردیده و برادر دیگر وی بنام غلام صادق خان که فرستاده افغانستان در برلین است نیز از مقام خود عزل می‌گردد. سردار شاه محمود که برادر شاه است برای مبارزه با بی‌میلی‌های که در جنوب ایجاد شده و یک یا دو مدعی پیدا شده‌است اقدامات جدی روی دست می‌گیرد.